# الاکامیسی امبوهیماهازو
الاکامیسی امبوهیماهازو (به لاتین: Alakamisy Ambohimahazo) یک سکونتگاه مسکونی در ماداگاسکار است که در آمورونئی مانیا واقع شده‌است.

## خصوصیات
الاکامیسی امبوهیماهازو ۹٬۰۰۰ نفر جمعیت دارد.